# Кабакчи, Андрей Михайлович
Андрей Михайлович Кабакчи (7 января 1915, Оренбург, Оренбургская губерния, Российская империя — 4 октября 2001, Москва) — советский, украинский и российский специалист в области химической и радиационной защиты. Доктор химических наук (1962). Профессор (1968).

## Биография
В 1940 году окончил Военную академию химической защиты в Москве.
Участник Великой Отечественной войны. Награждён рядом государственных и боевых наград.
В 1944—1946 годах работал в Главном военно-химическом управлении Советской Армии. В 1946—1948 годах — в Военной академии химической защиты.
В 1948—1949 годах — в Центральном научно-исследовательском военно-техническом институте. В 1950—1962 годах — в Центральном научно-исследовательском институте № 12 Министерства обороны СССР (все — Москва).
В 1962—1976 годах работал в Институте физической химии АН УССР (Киев): был организатором и первым заведующим отдела радиационной химии и одновременно в 1965—1966 годах — заместитель директора по научной работе (по совместительству преподавал в Киевском университете).
В 1976—1981 годах — сотрудник московского научно-исследовательского института гигиены.

## Научная деятельность
Научные исследования радиохимика А. Кабакчи посвящены радиационной химии полимеров и химической дозиметрии ионизирующих излучений.
Им создал жидкостной бихроматный дозиметр («дозиметр К»), а также дозиметры на основе окрашенных и неокрашенных полимерных плёнок.
Исследовал действие различных видов ионизирующих излучений на полимеры и гетерогенные системы.
Под руководством А. Кабакчи разработана и внедрена в производство технология радиационно-химического модифицирования полимеров на Броварском заводе пластмасс (Киевская область).
Имел патент на тему «Способ определения миграции токсичных веществ из ударопрочного полистирола» (в соавт., 1989).

## Избранные труды
- Пути развития радиационной химии // УХЖ. 1962. Т. 28, вып. 8;
- Химическая дозиметрия ионизирующих излучений. К., 1963 (в соавт.);
- Радиационная модификация полимерных материалов. К., 1969 (в соавт.);
- Опытно-промышленный участок радиационного модифицирования полиэтиленовых изделий // Пластмассы. 1972. № 12 (в соавт.); * Распределение поглощенной дозы гамма-излучения в гетерогенных системах. Сообщение 1. Определение потоков фотонов и электронов // Химия высоких энергий. 1972. Т. 6, № 2 (в соавт.);
- Радиолиз полислоев антрацена на поверхности твердых тел // Там же. 1973. Т. 7, № 6 (в соавт.);
- Радиационно-химические процессы в гетерогенных системах на основе дисперсных окислов, 1981;
- Радиационная химия углеводородов : (Монография), 1985.